# José de Espínola y Peña
José de Espínola y Peña nació en la Provincia del Paraguay  a mediados del siglo XVIII, hijo del encomendero Ramón de Espínola y de Rosa de la Peña. Fue un militar que tuvo una importante trayectoria en las milicias de la Intendencia del Paraguay, en la exploración de la región Chaqueña y en diversos cargos en la administración colonial en los que fue cuestionado y destituido en varios de ellos. Apoyó a la junta de Buenos Aires y esta lo envió con pliegos a la provincia del Paraguay para que sus autoridades la acataran y enviaran diputados. Al creer que Velasco lo quería confinar en la Villa Real de la Concepción, huyó a Buenos Aires, donde informó erróneamente sobre la situación política en aquella Provincia.

## Funcionario de la colonia
En 1771 se incorporó al Ejército Real y el 25 de junio de 1788 fue nombrado teniente coronel del regimiento de milicias de Itapúa.
En 1787, de la terna de candidatos a ser elegidos como subdelegado de Santiago, el gobernador Joaquín Alós y Brú eligió por sorteo a José Antonio Yegros [padre de Fulgencio Yegros] en detrimento de José Espínola y Peña. En 1792, al vencer el periodo de cinco años que duraba ese cargo, Alos y Brú elevó nuevamente una terna al virrey Nicolás Antonio de Arredondo. En ella, Espínola ocupaba el 2.º lugar. Pasando por arriba del gobernador, Espínola escribió al virrey auto elogiándose y declarándose merecedor de dicho cargo. Independientemente del efecto que pudo haber producido esta nota lo cierto es que el virrey lo eligió para el cargo. El 19 de enero de 1793 asumió como subdelegado de Santiago, con competencia en las cuatro causas y un sueldo de 500 pesos. Casi inmediatamente Alós le negó el permiso que solicitó para tratar con el virrey asuntos que correspondían a la jurisdicción del gobernador y fue advertido de que debía recurrir a su inmediato superior. Cuando se le ordenó que debía mantener la vigilancia y asistencia de manera personal en los pueblos de su jurisdicción nuevamente pasó sobre el gobernador elevando al virrey una nota en la que decía que su antecesor [José Antonio Yegros] no lo había hecho y que el gobernador tampoco se había preocupado en pedirle que lo hiciera pese "a los irreparables perjuicios" que había producido. La contestación del virrey Arredondo fue que estaba de acuerdo con el gobernador y nuevamente le indicó que tratara con su superior inmediato todos estos asuntos. Al finalizar el periodo quinquenal, el nuevo gobernador Lázaro de Ribera lo puso en el primer lugar de la terna. Espínola continuó así como subdelegado cinco años más pero en el año 1800 se le siguió un expediente por problemas de conducta produciéndose su traslado a la Villa Real de la Concepción como comandante.
En 1794 atravesó el territorio del Chaco hasta la provincia de Salta retornando por el mismo camino. Años después sería el autor de la obra Exploración del Gran Chaco que llevó a cabo por mandato de señor D. Joaquín de Alós, teniente coronel de los Reales Ejércitos D.José de Espínola y Peña, que fue publicada por primera vez por Blas Garay en Asunción en 1899.
El 19 de julio de 1795 fue ascendido a coronel graduado de milicias de Paraguay y en 1797 un año después de la matanza de Mbayás que provocó el fin de la alianza con esta nación indígena ocupó la comandancia de Villa Real de la Concepción, en la frontera norte paraguaya lindante con Mato Grosso. Hizo "dos expediciones felices contra los Mbayas que habían invadido Concepción, y contra los Guaicurúes, que no podían permanecer en paz".
Su actuación en ese puesto generó numerosas protestas entre los pobladores que llegaron al virrey Marqués de Avilés, quien en oficio del 18 de agosto de 1799 inició una investigación "porque son repetidas las quejas que se me han dado del despótico gobierno del mismo Espinola acerca de los servicios de su particular interés en que emplea a los naturales, usurpación de sus terrenos, y otras vejaciones y violencias que les infiere".
No obstante, las averiguaciones no arrojaron resultados, sea por temor al gobernador Ribera o por compromiso de los entrevistados.
En abril de 1801, como comandante del Regimiento de Costa Abajo, escribió al gobernador Lázaro de Rivera que los "Fuertes han quedado quasi del todo indefensos, según los avisos que me han dado los respectivos oficiales" a raíz de la eximición del servicio de milicias otorgado a los productores de tabaco.
El 18 de abril de 1803 fue nombrado coronel interino del regimiento N° 1 de Voluntarios de Caballería del Paraguay y se desempeñó como lugarteniente del gobernador Lázaro de Ribera hasta su remoción por Cédula Real del 12 de septiembre de 1805, tras varios años de querellas por diversos asuntos de gobierno. En 1806, el nuevo gobernador, Bernardo de Velasco y Huidobro, reemplazó a Espínola por Carlos Genovés en la comandancia de Concepción por "los tristes lamentos de los pobladores de Villa Real hasta entonces oprimidos por el despótico manejo del expresado coronel".
Espínola consiguió que el Virrey Rafael de Sobremonte, por providencia del 15 de diciembre de 1806, lo repusiera en su comando, lo que fue cuestionado por el gobernador Velasco, quien el 20 de agosto de 1807 le comunicó al Virrey que "se halla en el día aquella Villa en su antigua lastimosa situación".
Al producirse la primera de las Invasiones Inglesas al Río de la Plata, Espínola marchó a Buenos Aires al frente de parte de las tropas paraguayas destinadas al auxilio de la capital.
Su situación en Paraguay no mejoró y en 1810 fue nuevamente separado del cargo por Velasco y sustituido por Francisco María Rodríguez. En marzo de 1810 reapareció en Buenos Aires, gestionando nuevamente su reposición.
Cuando el Cabildo de Asunción se enteró de esta gestión manifestó su oposición y el 19 de mayo de 1810 Velasco escribió al Virrey Baltasar Hidalgo de Cisneros que la solicitud de Espínola "además de ser intempestiva es poco decorosa a esa Superioridad, que ocasionará un disgusto general en esta Provincia si accediera a ella".

## Misión al Paraguay
Espínola y Peña se encontraba en Buenos Aires el 25 de mayo cuando sustituyeron a Cisneros por una junta de gobierno. Viendo la oportunidad de obtener un resultado favorable a sus reclamos se plegó a la nueva Junta.
Teniendo a la vista los antecedentes que obraban en la secretaría del virreinato, en los cuales las autoridades de la provincia del Paraguay se oponían a la solicitud de Espínola, la junta resolvió lo contrario y lo repuso en el cargo según consta en el Archivo de la Nación Argentina. El siguiente paso fue nombrarlo como su enviado para obtener la adhesión del Paraguay. A Espínola le otorgaron además el nombramiento secreto de comandante general del Paraguay.

Otro error de la Primera Junta. Y este también grave, porque al cometerlo, Buenos Aires agraviaba [al gobernador], al Cabildo de Asunción y a todos los vecinos de la Villa Real de la Concepción". (Garzón, 1998, p. 317)

 La junta de Buenos Aires manifestó así la magnitud de su poder el cual podía "funcionar con todo su rigor y en el límite extremo de su racionalidad violenta aun en manos de alguien que resultaba efectivamente descalificado".  Espínola y Peña estaba triplemente descalificado ante Velasco y el cabildo de Asunción: 
- Por sus características personales;
- Por sus antecedentes políticos y,
- Por tener el cargo de simple emisario del gobierno de Buenos Aires.

Los historiadores, además de exagerar la importancia de esta gestión, calificaron las dos decisiones de la Junta como errores y las justificaron como fruto de la improvisación, la urgencia y el desconocimiento de la "psicología de los pueblos del
interior". Sin embargo, a posteriori, la junta de Buenos Aires persistió en su política de utilizar a esta conflictiva familia para sus fines y tras la muerte del coronel Espínola y Peña, en septiembre de 1810,  ordenó a sus dos hijos, José y Ramón, que se pongan a disposición de Belgrano.
En su viaje a Asunción Espínola llevó las comunicaciones oficiales que anunciaban la instalación de la junta dirigidas a las ciudades y villas que se hallaban en el camino de postas o Carrera de Asunción. En la tarde del 5 de junio de 1810 Espínola llegó a Santa Fe, donde el teniente gobernador Prudencio de Gastañaduy despachó esa misma tarde una carta a la Junta manifestando su adhesión. Pasó ese mismo día a La Bajada en donde obtuvo la adhesión del alcalde de hermandad. El 15 de junio entregó los pliegos al teniente gobernador de Corrientes, Pedro Fondevila, logró su adhesión y partió al día siguiente en barco hacia Pilar.
Al llegar a la Villa del Pilar, y excediéndose en sus atribuciones, convocó al cabildo, presionándolo a reconocer y jurar a la junta de Buenos Aires. Además expidió cédulas para el reclutamiento de tropas con el objeto de enviarlas a Buenos Aires o disponer de apoyo militar en el Paraguay. El 21 de junio llegó a Asunción, poniendo en manos del gobernador Velasco los pliegos que llevaba, excepto el de su nombramiento, que ocultó. El gobernador se enteró confidencialmente que Espínola tenía instrucciones secretas de deponerlo y suplantarlo, a raíz de que este las había mostrado a un confidente por lo que, sin tratativa alguna, le ordenó que abandonara la ciudad y se retirara río arriba hacia Villa Real de la Concepción, en donde pensaba retenerlo hasta que se resolviera el acatamiento a la Junta de Buenos Aires. El intento de Espínola de reclutar tropas en Pilar causó alarma en la población rural, por lo que Velasco emitió un bando el 2 de julio para desmentir ese rumor.

## Huida
Espínola no acató la orden de dirigirse a Concepción pero aparentando cumplirla aprovechó para dirigirse río abajo hasta hallar su barco frente a Villa Franca y se embarcó con sus dos hijos, el comandante de Villa Franca, un cañón y las armas que había en esa villa. Velasco despachó el 10 de julio en su persecución 12 hombres al mando del teniente Rafael Zavala Rodríguez Peña. Estos, luego de recabar ese mismo día informes sobre el prófugo en Villeta, cruzaron el río Paraguay en 4 canoas hacia la misión de Timbó en el Gran Chaco (cerca de la actual Puerto Bermejo en la Provincia del Chaco), pero no se atrevieron a atacar el barco de Espínola que se hallaba anclado en Timbó, sabiendo que estaba bien armado. Zavala Rodríguez Peña dejó el mando al sargento de artillería Pedro Fernández y con el auxilio del comandante de armas de Ñeembucú, Sebastián Esteche, intentaron capturar el barco de Espínola, pero este mató a un cabo de artillería e hirió a dos soldados más, consiguiendo finalmente huir y regresar a Buenos Aires, amenazando a sus perseguidores que regresaría con una expedición militar.

## "Conductor de pliegos" y "mal patriota"
En su respuesta a la junta de Buenos Aires del 17 de julio de 1810, el gobernador Velasco no dejó pasar el error cometido por esta. Expresó su "disgusto" por el nombramiento de Espínola y Peña como enviado, lo descalificó a nivel de "conductor de pliegos" e hizo referencia a su "vergonzosa fuga" sin motivo alguno.
El 18 de agosto Velasco emitió una circular a los comandantes y comisionados de los pueblos de Costa Abajo declarando a Espínola "mal patriota, suspenso del mando que a su graduación corresponde", y advirtiendo que "se tendrá por sospechoso de complicidad al que le obedezca, auxilie, o de cualquier modo perturbe la pública tranquilidad con las especies, que divulgó dirigidas a desunir los ánimos, y a formar Partidos perniciosos".
Al llegar a Buenos Aires convenció a la Junta de que enviando 200 hombres armados, estos serían suficientes para auxiliar a los paraguayos que supuestamente anhelaban, en su mayoría, adherir al movimiento porteño. Según Belgrano, el gobierno creyó lo que decía Espínola porque era "fácil persuadirse de lo que halaga".

## Fallecimiento
Murió dos meses después en Buenos Aires, el 8 de septiembre de 1810 siendo enterrado al día siguiente en el antiguo convento de la Merced.
Sus biógrafos y contemporáneos afirmaron que era de carácter brusco, pendenciero, intrigante y amigo de pleitos, "hombre ordinario, violento, arrogante, ambicioso e ignorante". Somellera sostuvo que "no había un viviente más odiado por los paraguayos".
Uno de sus hijos, Ramón Espínola, en su intento de capturar a Velasco, fue cercado en Paraguarí y degollado. Su cabeza "puesta en una pica fue paseada por los caminos y presentada a Velasco: tal era la odiosidad que esta familia inspiraba". Velasco calificó de "ignominiosa" esta conducta de sus subordinados.